# Terre slovene

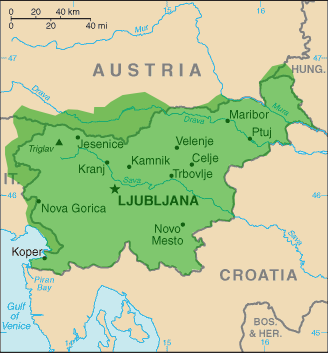
In verde le terre ritenute da alcuni studiosi slovene

Con terre slovene o regioni slovene (in sloveno Slovenske dežele, abbreviato in Slovensko) si indicano i territori dell'Europa centrale e meridionale che sono o sono stati abitati da una significativa popolazione di lingua slovena. Ne fanno parte zone delle Province illiriche, dell'Impero austriaco e austro-ungarico (in Cisleitania), tra cui Carniola, la parte meridionale della Carinzia e della Stiria, Istria, Gorizia e Gradisca, Trieste e l'Oltremura. Questo territorio include, oltre all'intera Repubblica di Slovenia, alcuni territori ad essa adiacenti in Italia, Austria, Ungheria e Croazia, dove vivevano minoranze autoctone slovene, ma che comunque non furono mai omogeneamente sloveni.

## Etimologia
Il termine Slovenia (Slovenija) entrò in uso all'inizio del XIX secolo, quando fu coniato per scopi politici dai nazionalisti romantici sloveni, probabilmente da un allievo del linguista Jernej Kopitar. Iniziò ad essere usato solo a partire dagli anni quaranta del XIX secolo quando le prime istanze per una Slovenia Unita (Zedinjena Slovenija) politicamente autonoma furono avanzate verso l'Impero austriaco durante la Primavera dei popoli. La Slovenia divenne de facto un'entità amministrativa e politica distinta nel 1918 con la dichiarazione dello Stato degli Sloveni, Croati e Serbi.
Sebbene la Slovenia non sia esistita come unità amministrativa autonoma tra il 1921 e il 1941, la Banovina della Drava del Regno di Jugoslavia fu frequentemente chiamata semplicemente Slovenia anche in alcuni documenti ufficiali.
In conseguenza di ciò molti studiosi sloveni preferiscono usare l'espressione "terre slovene" anziché semplicemente il toponimo "Slovenia" per riferirsi al territorio della moderna Slovenia e delle aree confinanti nelle epoche precedenti. L'uso del termine "Slovenia" è generalmente considerato anacronistico a causa delle sue origini recenti.

## Estensione geografica

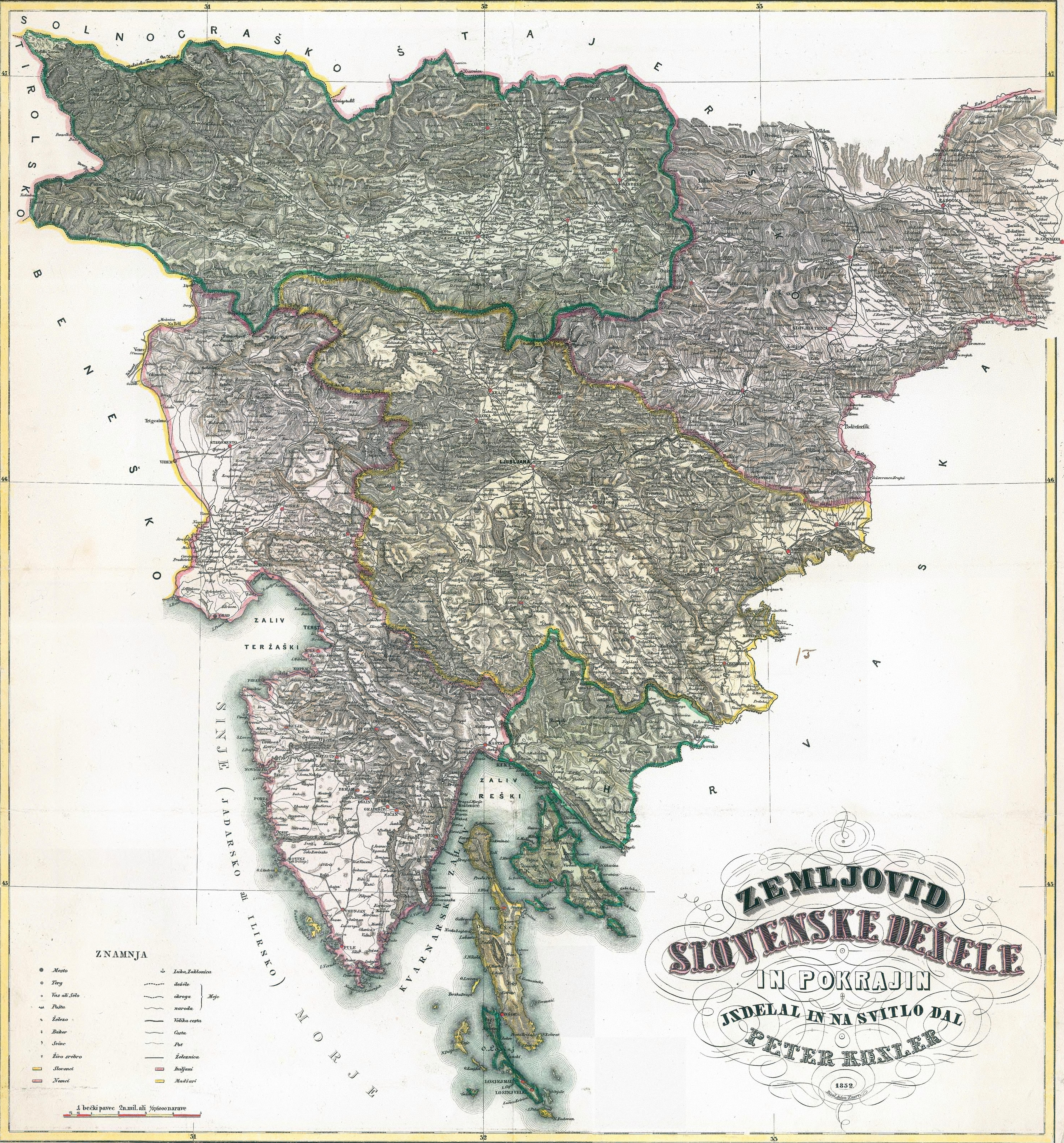
La Mappa delle terre slovene e della province, disegnata da Peter Kosler durante la Primavera dei popoli nel 1848 e pubblicata solo nel 1861, fu la prima mappa delle terre slovene come unità territoriale.

Nel XIX secolo i territori considerati parte delle regioni slovene erano:
- Carniola
- la Carinzia meridionale
- Bassa Stiria
- Marca slovena nel comitato di Vas del Regno d'Ungheria e nelle zone adiacenti di Zala (Beltinci, Turnišče, Velika Polana e Kobilje)
- Jennersdorf nel Regno di Ungheria (ora in Burgenland, Austria);
- la maggior parte della Contea di Gorizia e Gradisca, eccetto che per le zone a sudovest di Gradisca e Cormons, storicamente parte del Friuli
- La città libera dell'Impero di Trieste
- L'Istria settentrionale nel territorio odierno di Capodistria, Isola, Pirano, Erpelle-Cosina, Muggia e San Dorligo della Valle
- Slavia friulana facente parte fino al 1797 della Repubblica di Venezia e successivamente Regno Lombardo-Veneto

Non tutti i territori indicati come "regioni slovene" erano abitati da una maggioranza di parlanti sloveno. Diverse città, specialmente nella Bassa Stiria, mantennero una maggioranza di lingua tedesca fino alla fine degli anni dieci del XX secolo, per esempio Maribor, Celje e Ptuj. L'area intorno a Kočevje nella Bassa Carniola, conosciuta come contea di Gottschee, fu abitata da una popolazione in maggioranza tedesca fin dal XIV secolo e fino al 1941 quando in seguito ad un accordo tra la Germania nazista e le forze di occupazione del Regno d'Italia fu ricolonizzata. Una simile "isola linguistica" tedesca in un territorio etnicamente sloveno corrispondeva all'attuale comune di Tarvisio, che fino al 1919 è appartenuto al Ducato di Carinzia. Trieste, i cui territori municipali erano considerati dagli sloveni come una parte integrante delle regioni slovene, ha sempre avuto una maggioranza di parlanti di lingua romanza (prima friulano, poi veneziano e infine italiano). Un caso simile è quello della città di Gorizia, che fu uno dei principali centri religiosi sloveni per secoli, pur essendo abitata da un misto di popolazioni italiane-slovene-friulane e tedesche. Le città di Capodistria, Isola e Pirano, circondate da popolazioni etnicamente slovene, erano abitate quasi esclusivamente da italiani parlanti veneto fino all'esodo istriano alla fine degli anni quaranta e cinquanta, così come gran parte del comune di Muggia. Nella Carinzia meridionale iniziò un processo di germanizzazione alla fine degli anni quaranta del XIX secolo che creò diverse aree parlanti tedesco in quello che in precedenza era un territorio omogeneamente sloveno. Dalla fine degli anni cinquanta del XX secolo la maggior parte della Carinzia meridionale è stata prevalentemente di lingua tedesca, con una minoranza slovena dispersa in tutta l'area.
D'altra parte altre aree con comunità slovene storicamente importanti come le città di Fiume e Zagabria, così come i villaggi sloveni nel comitato di Somogy in Ungheria, non furono mai considerate come parte delle terre slovene. Lo stesso discorso vale per le comunità slovene nel Friuli meridionale (nei villaggi di Gradisca, Gradiscutta, Gorizzo, Goricizza, Lestizza e Belgrado nell'area meridionale del Tagliamento), che entro la fine del XVI secolo si erano estinte.